# UBE1DC1
UBE1DC1‏ (Ubiquitin like modifier activating enzyme 5) هوَ بروتين يُشَفر بواسطة جين UBE1DC1 في الإنسان.